# Hammercult
Hammercult est un groupe israélien de death et thrash metal, originaire de Tel Aviv.

## Histoire
Le groupe est formé en décembre 2010 par Yakir Shochat (chant), Maayan Henik (batterie) ainsi que Elad Manor (basse électrique) et Arie Aranovich (guitare électrique), tous deux également membres du groupe The Fading à l'époque, et donne son premier concert le 25 décembre 2010 à Be'er Scheva, en Israël. En 2011, le guitariste Guy Ben David du groupe Demented Sanity les rejoints. Ils sortent leur premier single Black Horseman en 2011, qui est mis à disposition gratuitement sur Internet.
En avril 2011, le groupe participe aux concerts Metal Battle de la Fondation Wacken en Israël et réussit à s'imposer face aux autres participants. Ils remportent ainsi la participation à la Metal Battle du Wacken Open Air 2011. Peu avant d'y participer, ils sortent leur EP Rise of the Hammer. Au Wacken Open Air, ils gagnent contre leurs concurrents internationaux et sont équipés de nouveaux instruments pour l'occasion.
Quelques jours avant le Wacken Open Air, le groupe signe avec le label allemand Sonic Attack Records et en novembre, ils entament une tournée européenne en tant que première partie des Dirty Rotten Imbeciles. En avril 2012, ils sortent leur premier album Anthems of the Damned chez Sonic Attack Records. L'album est produit par Arie Aranovich et mixé par Jacob Bredahl, l'ancien chanteur du groupe Hatesphere. Avec la sortie de l'album, Guy Ben David quitte le groupe, et est remplacé par le guitariste Yotam Nagor. Selon Shochat, les sons de Shalom Alechem et de chants de Noël utilisés sur l'album sont un hommage à Accept, dont le titre Fast As a Shark contient également un chant populaire. L'album est bien accueilli par la scène metal, la critique du Metal Hammer lui attribue 5 points sur 7 et le qualifie de « premier album indépendant et agréable à écouter », et les « chansons agressives et rapides font le lien entre les rythmes thrash modernes et les riffs de death mélodiques et colorés ».
Avec cet album et en tant que vainqueur de l'année précédente, Hammercult se produit à nouveau au Wacken Open Air en 2012. De plus, ils effectuent une tournée européenne avec Sepultura en 2012.
En 2014, le groupe est accompagné par Alex d'Alpha Tiger lors de leur tournée avec Napalm Death, quelques spectacles dans des festivals et une tournée de deux semaines en tête d'affiche. 

## Discographie
- 2011 : Rise of the Hammer (EP)
- 2012 : Anthems of the Damned (album, Sonic Attack Records)
- 2014 : Steelcrusher (album, Sonic Attack Records)
- 2015 : Built for War (album, Steamhammer/SPV)
- 2016 : Legends Never Die (EP, Steamhammer)